# Lago di Cavedine
Il lago di Cavedine è un lago situato nella Valle dei Laghi, in provincia di Trento. Il bacino fa parte del sistema lacustre che alimenta la centrale idroelettrica di Torbole. La superficie del lago ricade quasi interamente all'interno del comune di Cavedine, ad eccezione di alcuni tratti della costa occidentale e della propaggine a sud-ovest che sono nel comune di Dro.

## Storia

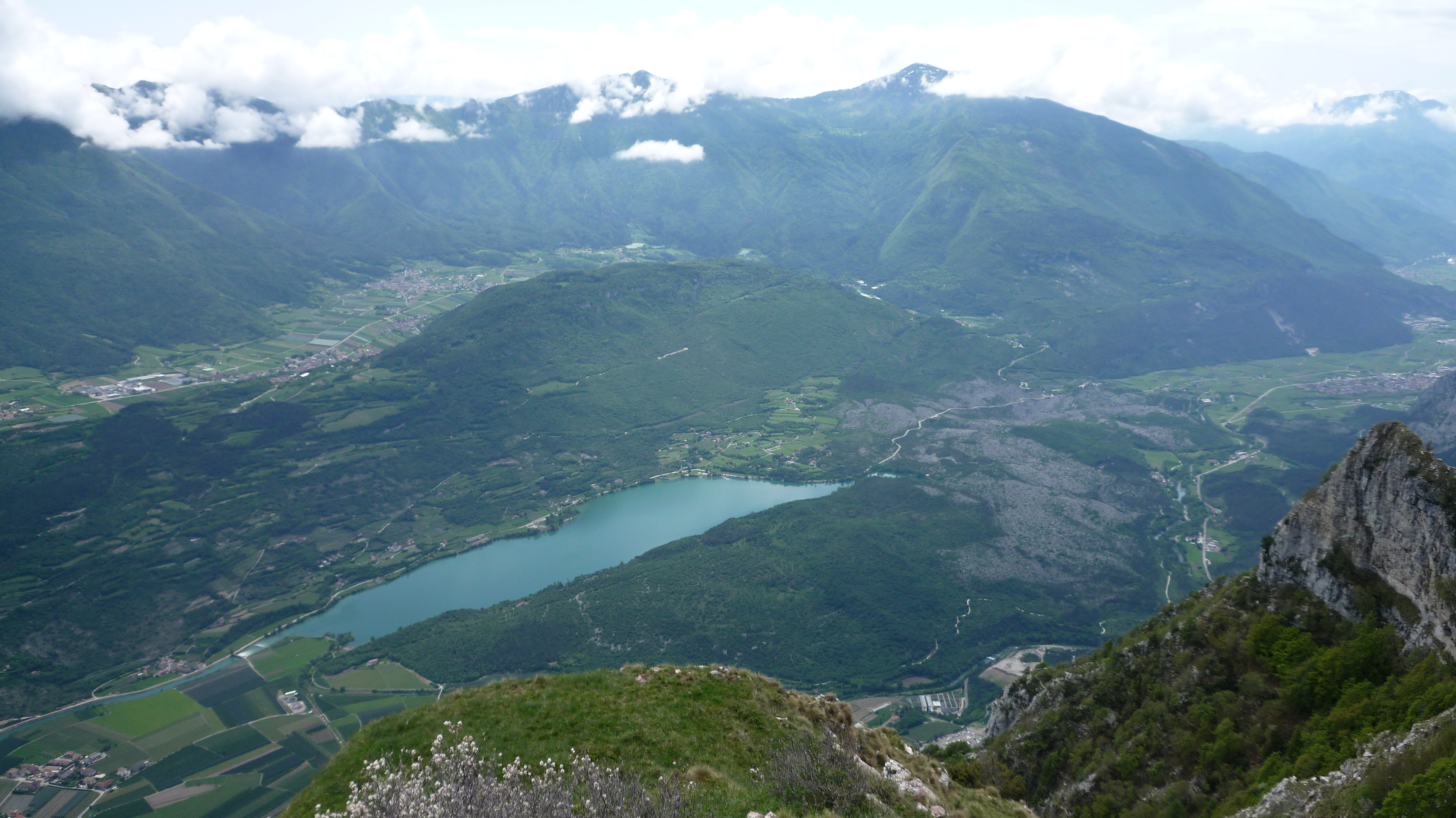
Il lago, le Marocche di Dro e, sulla sinistra, i centri abitati del comune di Cavedine, visti dal monte Casale

Il lago si è formato per sbarramento nel I secolo d.C., a seguito di una frana staccatasi dai monti Brento e Casale, che modificò pesantemente la piana dal Sarca creando tra l'altro le Marocche di Dro. Il lago ha un immissario artificiale, il Rimone, che lo collega ai bacini di Toblino e Santa Massenza.

## Ambiente

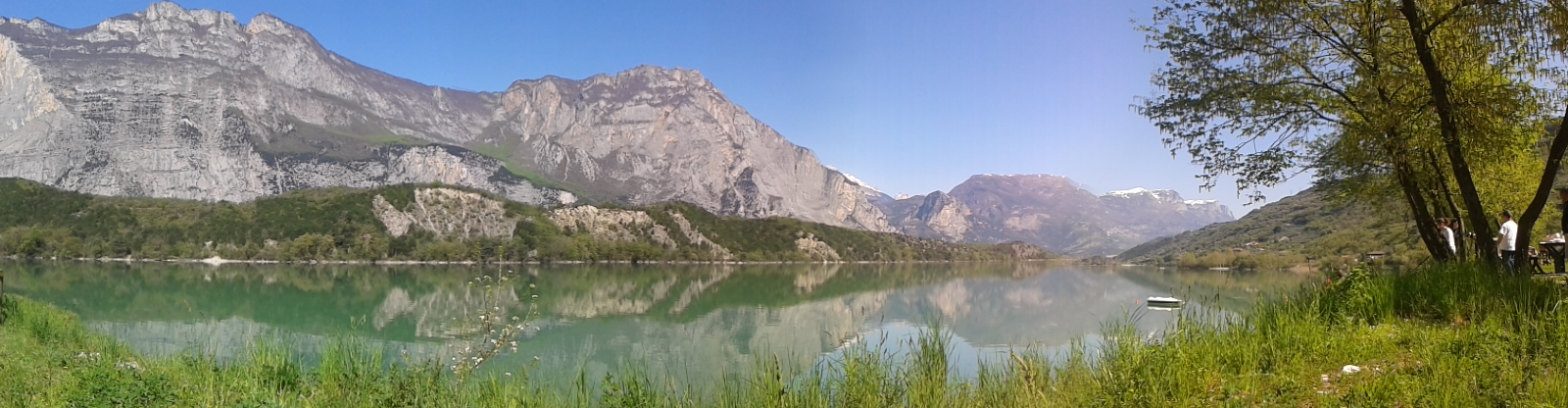
Panorama del lago

Le acque del lago si presentano limpide, e non ghiacciano; al suo interno si trovano diverse specie ittiche, tra cui bottatrice, carpa, cavedano, coregone, luccio, persico reale, savetta, scardola, tinca e trota lacustre. Tra l'avifauna che frequenta il lago si segnalano il cigno, il germano reale, la folaga e l'airone cenerino.

## Turismo
Il lago è balneabile anche se lo sfruttamento idroelettrico ne raffredda considerevolmente l'acqua, e infatti vi vengono praticati vari sport, tra cui windsurf, kayak e vela, grazie anche alla presenza dell'Ora del Garda; il lago è frequentato anche per la pesca. Mentre le sponde orientali sono percorse da tracciati pedonali e ciclistici, le sponde occidentali sono state mantenute più selvagge.